# Potamotrygon hystrix
Potamotrygon hystrix és una espècie de peix pertanyent a la família dels potamotrigònids.

## Descripció
- Fa 40 cm de llargària màxima i 15 kg de pes.
- Té un fibló cobert amb una mucositat molt tòxica produïda per les cèl·lules de la pell i que pot causar ferides molt doloroses.[5][6][7]

## Hàbitat
És un peix d'aigua dolça, potamòdrom, bentopelàgic i de clima subtropical (24 °C-26 °C).

## Distribució geogràfica
Es troba a Sud-amèrica: conques dels rius Paranà i Paraguai.

## Estat de conservació
Les seues principals amenaces són la degradació del seu hàbitat a causa de la construcció de preses, ports i centrals hidroelèctriques al riu Paranà, la contaminació de l'aigua i les activitats agrícoles. A més, és arponada pels pescadors quan es troba en aigües poc fondes perquè la seua carn és considerada una delícia.

## Observacions
És inofensiu per als humans si no és trepitjat o manipulat de forma inconscient.